# Пекре
Пекре (на словенски: Pekre) е село в Словения, Подравски регион, община Марибор. Според Националната статистическа служба на Република Словения през 2002 г. селото има 2100 жители.